# 5.ª Flotilla U-boat
La 5ª Flotilla de Submarinos alemana (en alemán 5. Unterseebootsflottille ), también conocida como la Flotilla Emsmann, fue una flotilla de submarinos de la Kriegsmarine de la Alemania nazi durante la Segunda Guerra Mundial.
La flotilla se formó en diciembre de 1938 en Kiel bajo el mando del Korvettenkapitän Hans-Rudolf Rösing. Fue nombrado en honor al Oberleutnant zur See Hans Joachim Emsmann, comandante de un submarino durante la Primera Guerra Mundial, que murió el 28 de octubre de 1918 después de que su submarino UB-116 fuera hundido por una mina marina. La flotilla fue disuelta en enero de 1940 y todos los barcos fueron transferidos a la 1.a Flotilla .
La flotilla se volvió a formar como "5.ª Flotilla de submarinos" en junio de 1941 bajo el mando del Kapitänleutnant Karl-Heinz Moehle como flotilla de entrenamiento con base en Kiel. En 1946, Moehle fue sentenciado a cinco años de prisión, luego de ser declarado culpable de pasar la Orden Laconia a los nuevos comandantes de submarinos antes de que salieran a patrullar. Fue puesto en libertad en noviembre de 1949.

## Comandantes de flotilla
| Duración                               | Comandante                                   |
| -------------------------------------- | -------------------------------------------- |
| diciembre de 1938 - diciembre de 1939  | Korvettenkapitän Hans-Rudolf Rösing          |
| junio de 1941 - agosto de 1942         | Kapitänleutnant Karl-Heinz Moehle            |
| septiembre - noviembre de 1942         | Korvettenkapitän Hans Pauckstadt ( pro tem ) |
| noviembre de 1942 - septiembre de 1943 | Korvettenkapitan Karl-Heinz Moehle           |
| septiembre de 1943 - octubre de 1943   | Kapitänleutnant Jost Metzler (pro tem)       |
| octubre de 1943 - mayo de 1945         | Korvettenkapitan Karl-Heinz Moehle           |

## Unidades
La quinta flotilla recibió un total de 342 unidades submarinas durante su servicio, 6 como flotilla de combate y 336 como flotilla de entrenamiento compuesta por submarinos de tipo II B, C y D, tipo VII B, C, C/41, C/42 y F, tipo IX, tipo XB, tipo XVII A y B, tipo XXI y tipo XXIII.
- sub-11
- U-38
- U-56, U-57, U-58, U-59
- Sub-60, Sub-61
- U-86
- U-91, U-92
- U-134, U-135, U-142
- U-208, U-210, U-211, U-213, U-214, U-215, U-216, U-217, U-218, U-221, U-224, U-225, U- 226, U-227, U-228, U-229, U-230, U-231, U-232, U-234, U-235, U-236, U-237, U-238, U-239, U-240,U-241, U-242, U-243, U-244, U-245, U-246, U-247, U-248, U-249, U-250, U-257, U-258, U- 259, U-262
- U-301, U-320, U-333, U-336, U-337, U-348, U-353, U-354, U-355, U-360, U-364, U-365, U- 366, U-374, U-375, U-380, U-381, U-382, U-384, U-385, U-386, U-387, U-388, U-389, U-390, U-391,U-392, U-393, U-394, U-396, U-397, U-398, U-399
- U-400, U-403, U-407, U-408, U-409, U-410, U-435, U-436, U-439, U-440, U-441, U-442, U- 454, U-455, U-466, U-467, U-468, U-469, U-470, U-471, U-472, U-473, U-475, U-476, U-477, U-478,U-479, U-480, U-481, U-482, U-483, U-484, U-485, U-486
- U-578, U-579, U-580, U-581, U-582, U-583, U-584
- U-600, U-601, U-602, U-603, U-604, U-605, U-606, U-607, U-608, U-609, U-610, U-611, U- 617, U-618, U-619, U-626, U-627, U-628, U-629, U-630, U-631, U-632, U-633, U-634, U-635, U-636,U-637, U-638, U-639, U-640, U-641, U-642, U-643, U-644, U-645, U-646, U-647, U-648, U- 649, U-650, U-654, U-656, U-659, U-660, U-661, U-662, U-663, U-665, U-666, U-667, U-668, U-669,U-670, U-671, U-672, U-673, U-674, U-675, U-676, U-677, U-678
- U-702, U-705, U-706, U-708, U-709, U-710, U-711, U-714, U-715, U-716, U-717, U-718, U- 719, U-749, U-750, U-754, U-755, U-759, U-792, U-793, U-794, U-795
- U-828
- U-904, U-951, U-952, U-953, U-954, U-955, U-956, U-957, U-958, U-959, U-960, U-961, U- 962, U-963, U-964, U-965, U-966, U-967, U-968, U-969, U-970, U-971, U-972, U-973, U-974, U-975,U-976, U-977, U-978, U-979, U-980, U-981, U-982, U-983, U-984, U-985, U-986, U-987, U- 988, U-989, U-990, U-991, U-992, U-993, U-994, U-995, U-997, U-998, U-999
- U-1001, U-1008, U-1051, U-1052, U-1053, U-1054, U-1055, U-1056, U-1057, U-1058, U-1059, U-1060, U- 1061, U-1062, U-1063, U-1064, U-1065, U-1105, U-1108, U-1110, U-1131, U-1132, U-1161, U-1162, U-1168,U-1195, U-1207, U-1210, U-1274, U-1275, U-1405, U-1406, U-1407
- U-2232, U-2333
- U-3501, U-3052, U-3503, U-3504, U-3505, U-3506, U-3507, U-3508, U-3509, U-3510, U-3511, U-3512, U- 3513, U-3514, U-3515, U-3516, U-3517, U-3518, U-3519, U-3521, U-3522, U-3523, U-3524, U-3525, U-3526,U-3527, U-3528, U-3529, U-3530
- U-4701, U-4702, U-4703, U-4704, U-4705, U-4706, U-4707, U-4709, U-4710, U-4711, U-4712
- UF-2, UD-1, UD-3, UD-4, UD-5 .